# Slipony

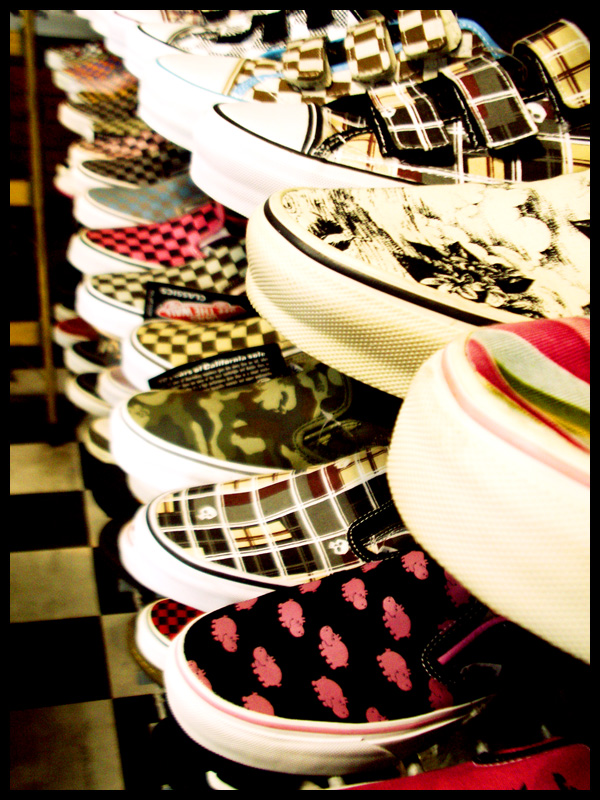
Slipony

Slipony (Vans shoes) sunt pantofi de sport ușori, fără șireturi. Constau din căpută de pânză și talpă de cauciuc.
Creatorul sliponoy a fost Paul Van Doren, fondator al firmei Vans. Încălțămintea Slipony a fost creată în 1977 ca pantofi sport pentru surfing. Slipony au devenit cele mai populare în 1982, dupa lansarea filmului Fast Times at Ridgemont High (Schimbări rapide în liceul Ridgemont), în care protagonistul Spikkoli Surfer (jucat de actorul Sean Penn), a folosit doar pantofi slipony.
În prezent, pantofii slipony sunt utilizați pe scară largă de către tineri, și în special de reprezentanți ai subculturii - "emo".